# 889 Erynia
889 Erynia eller 1918 DG är en asteroid i huvudbältet, som upptäcktes 5 mars 1918 av den tyske astronomen Max Wolf i Heidelberg. Den är uppkallad efter Erinyerna i grekisk mytologi.
Asteroiden har en diameter på ungefär 16 kilometer.